# Grantiella picta
El mielero pintado (Grantiella picta) es una especie de ave paseriforme de la familia Meliphagidae endémica de Australia. Es la única especie del género Grantiella.

## Localización
Es una especie que se extiende por el este de Australia con algunas poblaciones disjuntas en el norte.